# Relações entre Brasil e Vietnã
As relações entre Brasil e Vietnã são relações diplomáticas estabelecidas hoje, entre a República Federativa do Brasil e a República Socialista do Vietnã. A estreita relação entre o Vietnã e o Brasil teve origem entre as décadas de 1960 e 1970, quando o povo vietnamita lutou por sua libertação e unidade nacional e os brasileiros realizaram inúmeras ações demonstrando seu apoio e solidariedade. O Vietnã e o Brasil estabeleceram oficialmente relações diplomáticas em 8 de maio de 1989, dando início a uma parceria duradoura e estável. Em 29 de maio de 2007, o relacionamento entre as duas nações ascendeu a uma parceria abrangente que se fortaleceu ainda mais ao longo dos anos.

## Relações diplomáticas

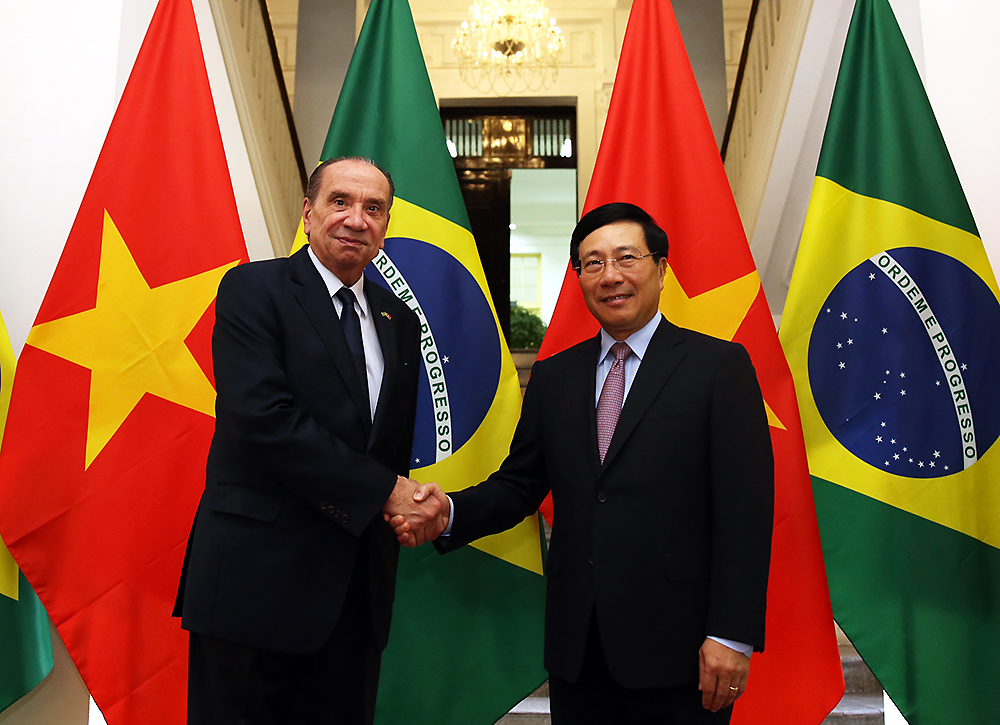
O ministro Phạm Bình Minh e o ministro das Relações Exteriores do Brasil, Aloysio Nunes, concordaram em avaliar a relação de cooperação Vietnã-Brasil em 2018

Nos últimos 34 anos, desde o estabelecimento de relações diplomáticas, a conexão entre o Vietnã e o Brasil tem avançado de forma contínua e positiva, construindo confiança política e compreensão mútua. As duas nações receberam várias delegações ministeriais de alto nível, principalmente a visita oficial do Secretário-Geral Nông Đức Mạnh ao Brasil em maio de 2007 e a visita do presidente brasileiro Luiz Inácio Lula da Silva ao Vietnã em julho de 2008. Os líderes das duas nações se reuniram em várias ocasiões, fortalecendo ainda mais os laços bilaterais. A reunião mais recente ocorreu entre o presidente Lula e o primeiro-ministro Pham Minh Chinh durante a Cúpula do G7 no Japão em maio de 2023.  Essa reunião agora está sendo repetida com a visita do primeiro-ministro ao Brasil em setembro.
Em 2024 celebram-se 35 anos do estabelecimento das relações diplomáticas entre o Brasil e o Vietnã. "Aceitei o gentil convite do primeiro-ministro Pham Minh Chính para ir a Hanói celebrar a ocasião", anunciou o presidente brasileiro, confirmando sua ida àquele país em 2024. Em maio deste ano, Lula e Phạm Minh Chính, se reuniram na cúpula estendida do G7, em Hiroshima, no Japão.
À época, o consenso foi de que o comércio entre os dois países está abaixo do que poderia, considerando o tamanho das populações e economias de Brasil e Vietnã. Ambos também afirmaram que a cooperação na área de Ciência e Tecnologia deve aumentar.
Os dois países têm acordos em diversas áreas: instrumentos sobre treinamento de diplomatas, isenção parcial de vistos, esportes, combate à fome, Ciência e Tecnologia, saúde, comércio e cultura. O volume de comércio entre Brasil e Vietnã chegou a US$ 6,4 bilhões em 2022. Desse total, as exportações brasileiras somaram US$ 3,4 bilhões.
Nesse período, o Brasil importou pouco menos de US$ 3 bilhões em mercadorias vietnamitas. Os produtos mais vendidos pelo Brasil ao país asiático foram farelo de soja (com 25% do total exportado), soja em grãos (17%), algodão (16%) e milho (14%). Já as importações de produtos vindos do Vietnã foram principalmente de equipamentos de telecomunicação (29%), válvulas e transístores (25%), calçados (6%) e pneus (5,5%).